# Yakhtchal

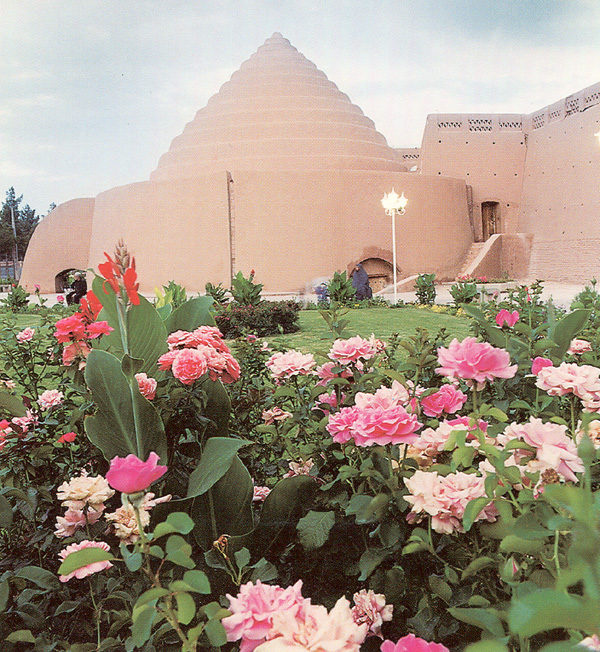
Yakhtchal de Kerman.

Un yakhtchal (Yakh-tschāl, du persan یخچال / yaxčâl) est en Iran une construction architecturale ancienne en pierre servant de réfrigérateur naturel.

## Principe
Construit en forme de dôme semi-enterré, le yakhtchal servait la plupart du temps à stocker de la glace, mais aussi parfois de la nourriture.
Au IVe siècle av. J.-C. en Iran, les ingénieurs persans maîtrisaient déjà la technique permettant de stocker de la glace en plein été dans le désert. La glace était amenée des montagnes environnantes pendant l'hiver et était ensuite stockée dans des yakhtchals.
Le yakhtchal était un grand espace enterré (jusqu'à 5 000 m3) qui avait des murs épais d'au moins deux mètres à la base et bâtis avec un mortier spécial appelé sarooj, composé de sable, d'argile, de blanc d'œuf, de chaux, de poils de chèvre et de cendres dans des proportions spécifiques et qui était résistant aux transferts de chaleur. Les Iraniens pensaient aussi que ce mélange était totalement imperméable.
Cet espace était souvent relié à un qanat (aqueduc souterrain) et possédait aussi souvent un badguir (tour à vent) qui pouvait facilement rafraîchir les températures pendant les jours d'été. La glace stockée était ensuite utilisée pour fabriquer des rafraîchissements pour la cour royale.
Ces structures ont été construites et utilisées surtout en Iran. Parmi celles qui subsistent aujourd'hui, beaucoup datent de plusieurs centaines d'années.

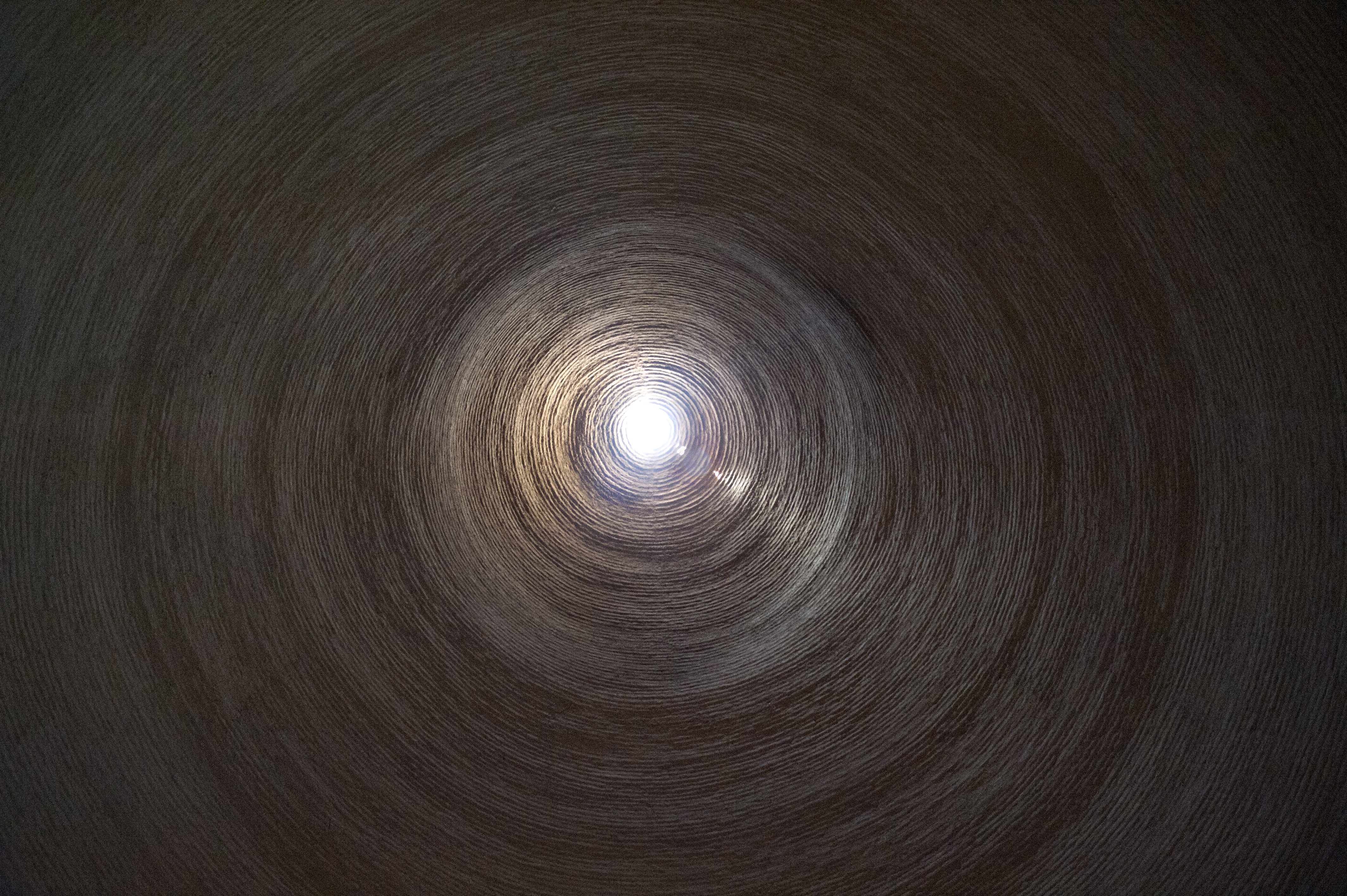
Aperçu de l'intérieur du Yakhtchal de la ville de Meybod.